# Bisdom Lins
Het bisdom Lins (Latijn: Dioecesis Linensis) is een rooms-katholiek bisdom met als zetel Lins, in Brazilië. Het bisdom is suffragaan aan het aartsbisdom Botucatu.

## Geschiedenis
Het bisdom werd opgericht op 21 juni 1926, als bisdom Cafelândia, uit delen van het bisdom Botucatu, en was suffragaan aan het aartsbisdom São Paulo. Op 27 mei 1950 veranderde het van naam naar bisdom Lins. Op 19 april 1958 veranderde het van kerkprovincie en werd suffragaan aan het nieuw verheven aartsbisdom Botucatu. 

## Parochies
Het bisdom had in 2021 een oppervlakte van 8.261 km2 en telde 326.560 inwoners waarvan 73,0% rooms-katholiek was.

## Bisschoppen
- Ático Eusébio da Rocha (17 december 1928 - 16 december 1935)
- Henrique César Fernandes Mourão (16 december 1935 - 30 maart 1945)
- Henrique Gelain (22 mei 1948 - 28 maart 1964)
- Pedro Paulo Koop (27 juli 1964 - 11 oktober 1980)
- Luiz Colussi (11 oktober 1980 - 5 december 1983)
- Walter Bini (14 maart 1984 - 17 juni 1987)
- Irineu Danelón (26 november 1987 - 30 september 2015)
- Francisco Carlos da Silva (30 september 2015 - heden)

Botucatu (aartsbisdom) · Araçatuba · Assis · Bauru · Lins · Marília · Ourinhos · Presidente Prudente